# José Luis Moltó
José Luis Moltó Carbonell (ur. 29 czerwca 1975 roku w  Alicante) – hiszpański siatkarz, wielokrotny reprezentant Hiszpanii. Obecnie występuje we włoskiej Serie A, w drużynie Tonno Callipo Vibo Valentia. Gra na pozycji środkowego bloku. w 1995 roku zadebiutował w kadrze narodowej. W 2007 roku zdobył wraz z reprezentacją złoty medal Mistrzostw Europy, pokonując w finale Rosję, po dramatycznym meczu 3:2. 6 czerwca 2011 roku zakończył karierę sportową.

## Kariera
- 1995–1999  Numancia Caja Duero
- 1999–2000  Club Voleibol Almería
- 2000–2001  Noliko Maaseik
- 2001–2002  Paris Volley
- 2002–2003  Knack Randstad Roeselare
- 2003–2008  Drac Palma de Majorka
- 2008–2009  Stamplast Prisma Martina Franca
- 2009–2011  Tonno Callipo Vibo Valentia

## Sukcesy

### Klubowe
- 1995/1996:  Mistrzostwo Hiszpanii z Numancią Duero
- 1998/1999:  Mistrzostwo Hiszpanii z Numancią Duero
- 1999/2000:  Mistrzostwo Hiszpanii z Club Voleibol Almería
- 2000:  Puchar Króla z Club Voleibol Almería
- 2000/2001:  Mistrzostwo Belgii z Noliko Maaseik
- 2001:  Puchar Belgii z Noliko Maaseik
- 2001/2002:  Mistrzostwo Francji z Paris Volley
- 2002/2003:  Brązowy medal Ligi Mistrzów z Knack Randstad Roeselare
- 2005/2006:  Mistrzostwo Hiszpanii z Palmą de Majorka
- 2006:  Puchar Króla z Palmą de Majorka
- 2006/2007:  Mistrzostwo Hiszpanii z Palmą de Majorka
- 2007:  Superpuchar Hiszpanii z Palmą de Majorka

### Reprezentacyjne
- 2007:  Zwycięstwo w Lidze Europejskiej
- 2007:  Mistrzostwo Europy

## Nagrody indywidualne
- 2008: Najlepszy siatkarz roku w Hiszpanii
- 2007: Najlepiej blokujący zawodnik Mistrzostw Europy
- 2007: Najlepiej blokujący zawodnik Pucharu Świata